# Брајтшајд (Хунсрик)
Брајтшајд (њем. Breitscheid) општина је у њемачкој савезној држави Рајна-Палатинат. Једно је од 66 општинских средишта округа Мајнц-Бинген. Према процјени из 2010. у општини је живјело 148 становника. Посједује регионалну шифру (AGS) 7339007.

## Географски и демографски подаци
Брајтшајд се налази у савезној држави Рајна-Палатинат у округу Мајнц-Бинген. Општина се налази на надморској висини од 360 метара. Површина општине износи 5,3 km². У самом мјесту је, према процјени из 2010. године, живјело 148 становника. Просјечна густина становништва износи 28 становника/km².

## Међународна сарадња
| Мјесто   | Држава    | Врста сарадње | Од    |
| -------- | --------- | ------------- | ----- |
| Оверајсе | Белгија   | партнерство   | 1960. |
|          | Француска | партнерство   | 1960. |
| Извор    |           |               |       |